# إيلين ماكجلين
إيلين ماكجلين (من مواليد 22 يونيو 1973) هي راكبة دراجات اسكتلندية بطلة في الألعاب البارالمبية، قادت جنبًا إلى جنب حتى عام 2009 بواسطة إيلين هنتر ولكن في أغلب الأحيان تقودها هيلين سكوت.

## سيرة شخصية
ولدت في بيزلي ونشأت في غلاسكو، كانت إيلين مصابة بضعف البصر عند الولادة، وانضمت إلى نادي جلينمارنوك ويلرز لركوب الدراجات في سن 18 عامًا لكنها كانت مترددة في البداية في إخبار زملائها في النادي عن إعاقتها. ومع ذلك، عندما توصل النادي إلى هذا الأمر، كانوا داعمين للغاية. وهي أيضًا راعية لمنظمة تسمى "كرنك ات اب" والتي تهدف إلى توفير ركوب الدراجات للأشخاص من جميع القدرات.

## حياتها المهنية
قبل أن تصبح إيلين رياضية بدوام كامل، كانت خبيرة أكتواريه متدربة حاصلة على شهادة في الرياضيات والإحصاء وعلوم الإدارة من جامعة ستراثكلايد.
حطمت إيلين وهنتر الرقم القياسي العالمي لسباق 200 متر ترادفيًا للسيدات في أبريل 2004.
في دورة الألعاب البارالمبية في أثينا 2004، فازت إيلين وهنتر بالميدالية الذهبية في سباق الزمن للسيدات B-13 والفضية في سباق السرعة الفردي.
في بطولة العالم لركوب الدراجات على المضمار IPC لعام 2006 في إيغل، (سويسرا)، فاز الزوج بالميدالية الذهبية في تمدم كيلو (السادس)، مسجلاً رقمًا قياسيًا عالميًا قدره 1: 10.795 في هذه العملية وفازوا بقميص قوس قزح، واحتلوا المركز 17 بين 33 منافسًا ذكرًا.
إيلين وهنتر، بتدريب بارني ستوري، حطمت مرة أخرى الرقم القياسي العالمي في بطولة العالم للدراجات على المضمار UCI في مانشستر، بزمن قدره 1:10.381، ولكن على الرغم من ذلك، فشلوا في الحصول على مركز التتويج.
مثل الثنائي بريطانيا العظمى في دورة الألعاب البارالمبية في بكين عام 2008، وفازا بالميدالية الذهبية في سباق الكيلو (B&VI 1–3)، مسجلين رقمًا قياسيًا عالميًا جديدًا قدره 1:09.066 في هذه العملية، وفي المطاردة الفردية (B&VI 1–3).[ 4]
بعد أن عينت كعضو في وسام الإمبراطورية البريطانية (MBE) في مرتبة الشرف للعام الجديد 2006، تمت ترقية إيلين إلى رتبة ضابط في وسام الإمبراطورية البريطانية (OBE) في مرتبة الشرف للعام الجديد 2009. كما حصلت على لقب خريجة العام من جامعة ستراثكلايد في عام 2009. صوت لها كوصيفة في مجلة إيفنينج تايمز كأفضل امرأة رياضية لعام 2008.
في عام 2010 تعاونت إيلين مع الطيار هيلين سكوت. في عام 2011، تنافس الاثنان في تجربة الزمن B1km في بطولة العالم لمضمار ركوب الدراجات لذوي الاحتياجات الخاصة في مونتيشياري، إيطاليا وحصلت على الميدالية الفضية. لقد تبعوا ذلك في عام 2012 من خلال دخول بطولة العالم لمضمار ركوب الدراجات لذوي الاحتياجات الخاصة UCI التي أقيمت في لوس أنجلوس في الولايات المتحدة. لقد حصلوا على ثلاث ميداليات فضية في البطولات، في فضية السعي لمسافة 3 كم، وتجربة الزمن B1 كم، وبي سبرينت.
في دورة الألعاب البارالمبية بلندن 2012، فازت إيلين وسكوت بالميدالية الفضية في سباق الزمن التجريبي لمسافة كيلومتر واحد ب والبرونزية في سباق المطاردة الفردي ب.
حصلت إيلين على أول ميدالية فضية لها في دورة ألعاب الكومنولث 2014، حيث كانت تركب بجانب لويز هاستون في سباق السرعة. وخسر الثنائي في المباراة النهائية على يد الثنائي الإنجليزي سكوت وصوفي ثورنهيل.
حصلت إيلين على ميداليتها الفضية الثانية في دورة ألعاب الكومنولث 2014 في الكيلو. كان إيلين وهاستون أول ترادف يقطع أقل من 1:10، مسجلاً زمنًا قدره 1:09.771. ذهب الذهب إلى شركة ثورنهيل وسكوت في إنجلترا.
في عام 2021، في سن 48 عامًا، اجتمعت إيلين مجددًا مع هيلين سكوت للحصول على الميدالية الفضية في الألعاب البارالمبية الصيفية 2020 في تجربة الوقت للسيدات B في أفضل رقم شخصي قدره 1:06.743.
إيلين بقيادة إيلي ستون حققت الميدالية الفضية في سباق السرعة الترادفي B للسيدات والبرونزية في سباق السرعة الترادفي لمسافة كيلومتر واحد B في دورة ألعاب الكومنولث 2022 في برمنغهام.